# Kravany (Poprad)
Kravany es un municipio del distrito de Poprad en la región de Prešov, Eslovaquia, con una población estimada a final del año 2024 de 900 habitantes.
Se encuentra ubicado al oeste de la región, cerca del río Poprad (cuenca hidrográfica del río Vístula) y de la frontera con la región de Žilina.

## Demografía
| Año        | 1994 | 2004    | 2014     | 2024    |
| ---------- | ---- | ------- | -------- | ------- |
| Población  | 774  | 817     | 903      | 900     |
| Diferencia |      | +5,55 % | +10,52 % | −0,33 % |

| Año        | 2023 | 2024    |
| ---------- | ---- | ------- |
| Población  | 890  | 900     |
| Diferencia |      | +1,12 % |